# Реване
Реванѐто е традиционен десерт от Близкия Изток. Произхожда от Египет и обикновено се приготвя от грис/брашно и е подсладено със сироп, портокалова цветна вода (бистър, парфюмиран страничен продукт от дестилацията на свежи портокалови цветчета в производството на етерично масло) или розова вода. Среща се в повечето бивши райони на Османската империя и се представя в кухните на Близкия Изток, Гърция, Азербайджан, Турция и много други.

## Имена
Реването се среща на др. езици най-често като „басбуса“ (още „арабско реване“ – в Северна Африка и Египет), „харисе“ (в Левант и Александрия) или „наммура“. Известно е под различни имена в кухните на Близкия Изток, Балканите и Северна Африка:
- арабски: هريسة harīsa  (означава „пюре“ или „смачкано“), نمورة „наммура“
- арменски: Շամալի шамали
- гръцки: σάμαλι (samali)
- египетски арабски: basbūsah
- турски: revani

## Кулинарно приложение
Реването е ориенталски сладкиш, част от гръцката, турската, българската, азербайджанската кухня и на още много страни от Близкия Изток.
В Египет десерта се сервира на трапезите на различни празници и обреди като Рамадан. Поднася се и по време на християнските пости, като Великия пост и Рождество Христово, тъй като може да бъде направен вегански.

## Видове
Реването има разновидности, според това, в коя страна и култура се приготвя. Може да се сиропира с прясно мляко, да се приготви с портокалова вода, както и да има различни добавки като плодове и ядки.
Pastūsha (изписван и като pastūçha) е вариант на реването, възникнал в Кувейт през 2010-те. Подобно на реването, се приготвя от грис, напоен в сладък сироп. Характеризира се с добавяне на фино смлени шамфъстъци и портокалова цветна вода.
Basbousa bil ashta е вариант на реването, с произход Левант, пълна с крем ashta (бита сметана) в средата.

## Класическа рецепта
В дълбока купа се смесват яйцата (6 бр) и захарта (1 ч.ч.) и се разбиват, докато захарта се разтвори. След това се добавят предварително смесените и пресяти брашно (2 ч.ч.), ванилия (1/2 ч.л.) и бакпулвер (1/2 ч.л.). Сместа се разбива, докато стане хомогенна, след което се изсипва в намазана с масло и посипана с брашно правоъгълна тава. Пече си при 180 градуса до готовност.
За приготвянето на сиропа в тенджера се изсипват захарта (2 ч.ч.), водата (3 ч.ч.) и ванилията (1 ч.л.). Разбъркват се и се загряват на котлона. Щом сместа кипне и се сгъсти, сиропът е готов. С него се залива реването, като десертът е предварително нарязан на правоъгълни или квадратни парчета. Оставя се да се охлади напълно преди да се сервира.